# Doamna Fiske Warren (Gretchen Osgood) și fiica sa, Rachel
Doamna Fiske Warren (Gretchen Osgood) și fiica sa, Rachel este o pictură în ulei pe pânză realizată în 1903 de John Singer Sargent. Este o pictură portret a lui Gretchen Osgood Warren, o actriță, cântăreață și poetă americană și a fiicei sale, Rachel Warren. Pictura are dimensiunile 152,4 × 102,55 cm și este expusă la Museum of Fine Arts din Boston, Massachusetts. Muzeul a achiziționat-o la 13 mai 1964.

## Context
Margaret Gretchen Osgood Warren s-a născut în 1871 într-o familie bogată din cartierul istoric Beacon Hill, Boston, Massachusetts. Datorită bogăției familiei sale, a putut să studieze cu ușurință muzica și drama. A urmat Conservatorul de la Paris, studiind sub îndrumarea lui Gabriel Fauré ca mezzo-soprană.
S-a căsătorit intrând într-o altă familie influentă din Beacon Hill, când a devenit soția producătorului de hârtie Fiske Warren la 14 mai 1891.
În aprilie 1903, Fiske Warren i-a comandat faimosul portretist american John Singer Sargent să le picteze pe Gretchen și pe fiica lor.